# Língua birifor
Birifor é um par de línguas Gur de Burkina Fasso: (Birifor Norte) e de Gana (Birifor Sul). Existem alguns milhares de falantes de ambas as variedades, que não são mutuamente inteligíveis, em Costa do Marfim.

## Sistema de escrita
O alfabeto latino tem sido usado para escrever o Birifor desde 2004, embora poucos falantes de seus falantes Birifor sejam alfabetizados. Há algum material escrito no idioma, incluindo uma tradução da Bíblia, e é usado no rádio em Gana
| a | b | c | d | e | f | g | h | i | j | k | l | m | n | o | p | r | s | t | u | v | w | y | ŋ | ɔ | ɛ | ɩ | ʊ |

## Falantes
Birifor Sul é membro do ramo Gur das línguas Níger-Congo. É falado por cerca de 183 mil pessoas em Gana, particularmente no distrito de Wa West, na região do Alto Oeste, e na região norte. Há também cerca de 4.310 falantes de Birifor do Sul no distrito de Zanzan, nordeste da Costa do Marfim.

## Outros nomes
A língua também é conhecida como Berfoɔr, Birifo, Birifor, Bɩrfʊɔr, Ghana Birifor ou Lobi. Os falantes nativos chamam de Birfoɔr. Está intimamente relacionado com Malba Birifor, que é falado em  Burkina Faso.